# Somebody to Love (chanson de Queen)
Pour les articles homonymes, voir Somebody to Love.
Singles par Queen
You're My Best Friend
(1975) Tie Your Mother Down
(1977)
Singles par George Michael
Too Funky
(1992) Killer / Papa Was a Rollin' Stone
(1993)
Somebody to Love est une chanson du groupe britannique Queen écrite par Freddie Mercury, sortie en single en 1976. Elle figure sur l'album A Day at the Races, sorti peu après.

## Autour de la chanson
Tout comme Bohemian Rhapsody, l'énorme succès du groupe sorti l'année précédente, Somebody to Love comprend une mélodie très complexe et des chœurs enregistrés en plusieurs prises, le tout cette fois sous un arrangement gospel. Cet arrangement a été créé à partir d'enregistrements multiples des voix de Freddie Mercury, Brian May et Roger Taylor, pour donner l'impression d'un chœur de plus de 100 personnes. Les thèmes de la chanson sont la foi et le désespoir ; le chanteur s'interroge également sur son manque d'expérience amoureuse et sur le rôle et l'existence de Dieu.

## Chanson en concert
Interprétée sur scène, cette chanson est une des rares où John Deacon chante parmi les chœurs. Jouée à presque tous les concerts des tournées A Day at the Races Tour et News of the World Tour, la chanson est ensuite entendue moins souvent dans les tournées ultérieures de Queen.
Lors du Freddie Mercury Tribute en 1992, la chanson est interprétée par George Michael, qui l'introduit en disant qu'elle est une de ses préférées. Cette version est ensuite sortie sur le mini-album Five Live, qui se plaça en tête des classements britanniques.
La chanson figure sur l'album Live Around the World (2020) de Queen + Adam Lambert.

## Clip
Le clip est à nouveau réalisé par Bruce Gowers, qui avait déjà réalisé ceux de Bohemian Rhapsody et You're My Best Friend. Innovant une nouvelle fois, le groupe choisit pour la vidéo un montage de scènes filmées en octobre 1976 lors de sessions d'enregistrement de la chanson dans les studios Wessex à Londres, entrecoupées d'images issues du concert gratuit que le groupe avait donné à Hyde Park le 18 septembre 1976.
La vidéo de la chanson est disponible sur le DVD Greatest Video Hits 1.

## Classements
| Classement (1976) | Meilleure position |
| ----------------- | ------------------ |
| Pays-Bas          | 1                  |
| Royaume-Uni       | 2                  |
| Canada            | 5                  |
| Irlande           | 6                  |
| Italie            | 10                 |
| États-Unis        | 13                 |
| Allemagne         | 21                 |
| Australie         | 22                 |
| Japon             | 51                 |
| France            | 54                 |

| Classement (2018) | Meilleure position |
| ----------------- | ------------------ |
| France            | 57                 |

## Certifications
| Pays              | Ventes      | Certifications |
| ----------------- | ----------- | -------------- |
| États-Unis (RIAA) | 2 000 000 + | 2 × Platine    |
| Italie (FIMI)     | 50 000 +    | Platine        |
| Royaume-Uni (BPI) | 400 000 +   | Or             |

## Reprises et postérité
En 1992, les trois membres restants de Queen reprennent le titre avec George Michael, qui sort en single l'année suivante. Cette version figure sur l'EP Five Live et sur la compilation Greatest Hits III. Lors de sa ressortie en single en 2016, il s'est vendu à 200 exemplaires en France.
Dans le film d'animation Happy Feet, une version est interprétée par Brittany Murphy, qui joue le rôle de Gloria. 
Dans le 5e épisode de la première saison de la série Glee, cette chanson est reprise par l'ensemble des acteurs. 
Elle est également reprise dans le film Ella au pays enchanté où Ella, jouée par Anne Hathaway, se met à entamer avec beaucoup d'ardeur cette chanson, accompagnée d'un chœur d'elfes et d'autres créatures.
En 2014, les lecteurs du magazine Rolling Stone classent la chanson à la 5e place de leurs chansons préférées de Queen.

## Crédits
- Freddie Mercury : chant principal, chœurs et piano
- Brian May : guitare et chœurs
- Roger Taylor : batterie et chœurs
- John Deacon : basse